# مانويل فيليكس لوبيز
مانويل فيليكس لوبيز هو سياسي إكوادوري، ولد في 17 أغسطس 1937 بكانتون جونين في الإكوادور، وتوفي في 2004 في نفس البلد. حزبياً، نشط في الحزب المسيحي الاجتماعي ‏.